# مرد ساندویچی (فیلم ۱۹۶۶)
مرد ساندویچی (به انگلیسی: The Sandwich Man) یک فیلم کمدی بریتانیایی محصول سال ۱۹۶۶ به کارگردانی رابرت هارتفورد-دیویس است. در این فیلم بازیگرانی همچون دورا برایان، هری اچ. کوربت، برنارد کریبینز، دایانا دورس، نورمن ویزدوم، تری توماس، مایکل بالفور، ایان هندری و بسیاری دیگر از بازیگران انگلیسی نقش‌آفرینی می‌کنند. 

## توضیحات
این فیلم در زمان اکرانش، از نظر انتقادی و تجاری، ضعیف ارزیابی شده است.